# نورتورا
نورتورا (انگلیسی: Nortura) شرکت صنایع غذایی نروژی است، که در سال ۲۰۰۶ تأسیس شد.